# Voids (álbum de Minus the Bear)
Voids es el sexto y último álbum de estudio de Minus the Bear, lanzado el 3 de marzo de 2017. Es su cuarto álbum lanzado por Suicide Squeeze Records (y su primero con el sello desde su álbum de 2007 Planet of Ice) y fue producido por Sam Bell. Es su único álbum grabado con el baterista Kiefer Matthias, quien se unió a la banda en 2015 en reemplazo en Erin Tate.

## Lista de canciones
| N.º | Título                 | Duración |  |
| 1.  | «Last Kiss»            | 4:31     |  |
| 2.  | «Give & Take»          | 3:42     |  |
| 3.  | «Call the Cops»        | 3:40     |  |
| 4.  | «Invisible»            | 3:56     |  |
| 5.  | «What About the Boat?» | 5:07     |  |
| 6.  | «Silver»               | 5:53     |  |
| 7.  | «Tame Beasts»          | 4:20     |  |
| 8.  | «Erase»                | 5:10     |  |
| 9.  | «Robotic Heart»        | 4:27     |  |
| 10. | «Lighthouse»           | 5:22     |  |

## Personal

### Minus the Bear
- Jake Snider - Voz principal, guitarra
- Dave Knudson - Guitarra, bajo
- Kiefer Matthias - Batería, percusión
- Cory Murchy - Bajo
- Alex Rose - Teclados, voz

### Personal adicional
- Producido por Sam Bell
- Masterizado por Greg Calbi